# Contumazá (provincie)
Contumazá is een provincie in de regio Cajamarca in Peru. De provincie heeft een oppervlakte van 2.070 km² en telt 31.912 inwoners (2015). De hoofdplaats van de provincie is het district Contumazá.

## Bestuurlijke indeling
De provincie Contumazá is verdeeld in acht districten, UBIGEO tussen haakjes:
- (060502) Chilete
- (060501) Contumazá, hoofdplaats van de provincie
- (060503) Cupisnique
- (060504) Guzmango
- (060505) San Benito
- (060506) Santa Cruz de Toledo
- (060507) Tantarica
- (060508) Yonán

Cajabamba · Cajamarca · Celendín · Chota · Contumazá · Cutervo · Hualgayoc · Jaén · San Ignacio · San Marcos · San Miguel · San Pablo · Santa Cruz